# Simón Contreras
Simón Alberto Contreras Valenzuela (* 29. März 2002 in Peñalolén, Santiago de Chile) ist ein chilenischer Fußballspieler auf der Position des Flügelstürmers.

## Karriere

### Verein
Simón Contreras, Spitzname Pitu, debütierte im Januar 2020 beim CF Universidad de Chile. Im Juli 2022 wurde der Offensivakteur an den CD Universidad de Concepción aus der Primera B ausgeliehen. Nachdem er 2023 für CD Magallanes auf Leihbasis aufgelaufen war, endete sein Vertrag bei La U und Contreras schloss sich dem CD O’Higgins an.

### Nationalmannschaft
Simón Contreras spielte mit der U-20-Nationalmannschaft beim Freundschaftsturnier im brasilianischen Teresópolis.